# 魏秀仁
魏秀仁（1818年—1873年），字子安，又字子敦，侯官县东门外（今福州郊区洪山镇东门村塔头）人，清代小说家。

## 家族
外族祖为闽县谢震。父魏本唐，嘉庆己卯举人。

## 生平
魏子安生于嘉庆二十三年，道光二十六年（1846年）中举，屡试不第，主讲渭南象峰书院、成都芙蓉书院。著有小說《花月痕》等。逝于同治十二年。